# Onthophagus tweedensis
Onthophagus tweedensis là một loài bọ cánh cứng trong họ Bọ hung (Scarabaeidae).